# Shchiolkovo
Shchiolkovo (russo:  Щёлково) é uma cidade da Rússia, no oblast de Moscovo, no rio Kliazma, 
População: 113,9 mil habitantes (2009).